# Delčevo
Delčevo (makedonska: Делчево [ˈdɛɫtʃɛvɔ] lyssna (fil)) är en stad i kommunen Delčevo i östra Nordmakedonien. Staden ligger nära gränsen till Bulgarien, cirka 164 kilometer öster om Skopje. Delčevo hade 9 644 invånare vid folkräkningen år 2021.
Staden ligger på båda sidorna av floden Bregalnica vid foten av berget Golak. Delčevo ligger på en höjd mellan 590 och 640 meter över havet.
Delčevo omnämndes först på 1300-talet i serbiska kungens Stefan Dušans lagbok.
Av invånarna i Delčevo är 93,67 % makedonier, 4,27 % romer och 1,09 % turkar (2021).